# One Meridian Plaza
One Meridian Plaza era un edificio de oficinas de 38 pisos en Filadelfia, Pensilvania (Estados Unidos). De 150 m de altura, fue diseñado por Vincent Kling & Associates y se completó en 1972. Fue demolido en 1999 debido un incendio que ocurrió el 23 de febrero de 1991. El fuego comenzó en el piso 22 y estuvo fuera de control durante horas. Una investigación, dirigida por la Oficina del Jefe de Bomberos de Filadelfia con la ayuda del equipo de respuesta de investigación nacional de la Oficina de Alcohol, Tabaco, Armas de Fuego y Explosivos (ATF), determinó que el incendio comenzó después de que se encendieran trapos empapados en aceite de linaza. Los bomberos de Filadelfia combatieron el incendio, pero tuvieron problemas por la falta de energía en el rascacielos y a la presión de agua insuficiente de las fuentes del edificio. Tres bomberos murieron en el incendio de doce alarmas después de desorientarse por el humo denso. Los esfuerzos de extinción de incendios dentro de One Meridian Plaza finalmente fueron abandonados, debido al temor de que la estructura colapsara. El incendio solo se controló cuando alcanzó el piso 30, uno de los pocos pisos con rociadores automáticos instalados. Diez aspersores detuvieron el fuego hasta que comenzó a apagarse y finalmente se controló casi un día después de comenzar. El incendio dañó gravemente el edificio, destruyó ocho pisos y afectó los edificios vecinos.
Durante ocho años después del incendio, One Meridian Plaza permaneció vacío y dañado, en el centro del distrito comercial de Filadelfia. Estuvo envuelto en un litigio entre los propietarios y la compañía de seguros sobre cuánto pagarían las aseguradoras y cómo procederían las reparaciones o la demolición. Los negocios cercanos cerraron o se mudaron y la ciudad demandó a los propietarios para que hicieran algo con el edificio. Cuando se resolvieron las demandas, fue declarado pérdida total y comenzó a ser desmantelado en 1998.

## Edificio
One Meridian Plaza era un edificio de oficinas de 38 pisos diseñado por Vincent Kling & Associates. La construcción comenzó en 1968, se completó en 1972 y se aprobó para su ocupación en 1973. Construido en la esquina de 15th Street y South Penn Square en Center City, Filadelfia, Pensilvania, el rascacielos de 40 millones de dólares se construyó junto al Girard Trust Building, ahora el Ritz-Carlton Philadelphia, y el frente daba al Ayuntamiento de Filadelfia al otro lado del calle. Anteriormente se llamaba Three Girard Plaza (ver más abajo). El edificio rectangular medía 74,1 m de largo y 28,0 m de ancho y tenía 70 234,7 m². De los 38 pisos, 36 eran ocupables y 2 eran pisos mecánicos. La estructura también tenía 3 niveles subterráneos. La estructura del edificio estaba compuesta de acero y hormigón y la fachada era un muro cortina de granito. Había dos helipuertos en el techo.
La escalera oriental del edificio conectaba el edificio con el adyacente Girard Trust Building, conocido como Two Girard Plaza.  En un momento hubo planes para construir una estructura al sur del edificio que compartiría uno de los bancos de ascensores en el rascacielos, pero nada salió de los planes principalmente porque los dos sitios tenían diferentes propietarios. En la esquina noroeste de la propiedad hay una escultura de bronce llamada "Triune". Diseñada por Robert Engman, la escultura abstracta no sufrió daños en el incendio de 1991 y todavía estaba allí en 1999. Al año siguiente, los constructores de The Residences en The Ritz-Carlton anunciaron que estaban considerando demoler la escultura. Al final, la estatua se conservó y desde 2014 se encuentra donde se instaló originalmente.
Cuando se construyó One Meridian Plaza, Filadelfia estaba aplicando un código de construcción de 1949 que no hacía distinción entre rascacielos y otros edificios. En 1984, Filadelfia adoptó nuevos códigos que requerían sistemas de rociadores automáticos en todos los edificios nuevos. En el momento de la construcción, los rociadores solo se construían en los niveles de servicio subterráneos. En 1988 se pusieron en marcha planes para instalarlos en todo el edificio para noviembre de 1993. En 1991, cuatro pisos estaban completamente protegidos por rociadores y otros tres pisos lo estaban parcialmente. Los rociadores se habían instalado durante las renovaciones del piso a pedido de los inquilinos y los propietarios tenían planes de instalar más a medida que se renovaban otros pisos.
El rascacielos se conocía originalmente como Fidelity Mutual Life Building, llamado así por Fidelity Mutual Life Insurance Co., que construyó el edificio en una empresa conjunta con Girard Bank. El rascacielos fue el edificio más alto construido en Filadelfia desde principios de la década de 1930. Girard Bank vendió su parte de la propiedad, que también se conocía como Three Girard Plaza, a Fidelity Mutual Life en 1982. Fidelity Mutual Life, que había trasladado sus oficinas fuera del edificio a Radnor Township a principios de ese año, vendió posteriormente el edificio a E/R Partners en 1983. E/R Partners, una empresa conjunta de Rubin Organization y Equitable Life Assurance Company of America, compró la propiedad por 143 millones. En 1989, un fondo de pensiones holandés, Algemeen Burgerlijk Pensioenfonds, pagó 120 millones de dólares para ingresar a E/R Partners con una participación del 65 % en el edificio.  En 1984 Three Girard Plaza se convirtió en el Three Mellon Bank Center después de que Girard Bank fuera comprado por Mellon Bank, y en 1990 fue renombrado nuevamente a One Meridian Plaza después de que Meridian Bank reemplazó a Mellon Bank como el inquilino principal. Otro inquilino importante era Comcast, que ganaba 7500 m² de One Meridian Plaza su sede corporativa en 1989. 

## Incendio
El 23 de febrero de 1991, aproximadamente a las 20:23 horas, se inició un incendio en el piso 22 del edificio. Era sábado por la noche y solo había tres personas en el edificio en ese momento, un ingeniero y dos guardias de seguridad. Los trabajadores habían estado repintando trabajos en madera en una oficina vacante más temprano ese día y dejaron un montón de trapos empapados en aceite de linaza en el piso. El aceite de linaza se oxidó y generó suficiente calor para encender los trapos, que luego prendieron fuego a otros solventes cercanos. Los detectores de humo no cubrían todo el piso y cuando se activó la alarma de incendio, el fuego ya estaba bien avanzado. Después de que sonó la alarma de incendio en el edificio, el ingeniero subió al piso 22 para investigar. Cuando el ascensor llegó al piso 22, el ingeniero encontró humo denso y calor que le impidieron llegar a los controles del ascensor que necesitaba para regresar al vestíbulo. El ingeniero escapó después de llamar por radio a un guardia de seguridad en el vestíbulo para llamar al ascensor usando los controles de seguridad contra incendios allí. El segundo guardia de seguridad estaba en el piso 30 cuando sonó la alarma y usó la escalera para llegar a la planta baja. 
El guardia del vestíbulo devolvió una llamada al servicio de monitoreo de alarmas, que había llamado cuando la alarma se activó inicialmente para confirmar que había un incendio, pero nunca llamó al Departamento de Bomberos de Filadelfia. La primera llamada provino de alguien en la calle que vio salir humo del edificio. Durante la primera llamada al 911, aproximadamente a las 8:27 p. m., la compañía de alarmas alertó al departamento de bomberos del incendio. El motor 43 fue la primera unidad de extinción de incendios en llegar al lugar e informó haber visto humo denso y llamas en una de las ventanas. Cuando los bomberos comenzaron a combatir el fuego, éste creció y las llamas atravesaron las ventanas y lamieron el costado del edificio.

### Problemas
Los bomberos comenzaron a experimentar problemas incluso antes de llegar al fuego. Cuando los bomberos llegaron al piso 11, el edificio había perdido energía después de que el calor del incendio dañara los cables eléctricos. El generador de emergencia nunca comenzó a producir electricidad y, a pesar de los esfuerzos para restaurar la energía, el edificio estuvo sin electricidad durante la totalidad del evento. Esto obligó a los bomberos a trabajar en la oscuridad y sin la ayuda de ascensores. Además, los transformadores que proporcionaban energía al vecino Girard Trust Building estaban en el sótano de One Meridian Plaza. Los transformadores finalmente se apagaron debido a la acumulación de agua en el sótano y los bomberos que dirigían los chorros de agua desde ese edificio tuvieron que hacerlo sin la ayuda de ascensores.
Los bomberos se vieron nuevamente obstaculizados cuando se descubrió que las válvulas de alivio de presión en las tuberías verticales estaban mal ajustadas cuando se instalaron en el edificio. Las boquillas del Departamento de Bomberos de Filadelfia permitieron 100 psi (70,4 mca) presión de la boquilla mientras que las válvulas de alivio de presión de One Meridian Plaza daban menos de 60 psi (42,2 mca) presión de descarga, que no fue suficiente para combatir el incendio. Pasaron varias horas en el incendio antes de que un técnico que podía ajustar las válvulas llegara al lugar.
El área alrededor del edificio fue despejada de peatones y personal de extinción de incendios debido a la caída de vidrios y escombros. Los escombros que caían eran peligrosos para los bomberos porque a menudo tenían que cruzar el perímetro alrededor del edificio para entrar y salir del rascacielos. Los escombros que caían dañaron las mangueras que se extendían dentro del edificio y un bombero fue golpeado por escombros y resultó gravemente herido mientras atendía las líneas.

### Bomberos perdidos
Durante la segunda hora del incendio se extendió a los pisos 23 y 24. Se estaba acumulando humo denso en las escaleras y un capitán y dos bomberos del Motor 11 fueron asignados al nivel superior para ventilar la escalera. Los tres bomberos subieron una escalera central desde el piso 22 y pronto comunicaron por radio que estaban desorientados por el humo denso en el piso 30. Hubo intentos de dirigir a los bomberos a través de la radio, y poco después el capitán pidió permiso para romper una ventana para ventilación, lo que fue seguido por un mensaje de que el capitán estaba abajo. Se dio permiso para romper la ventana y se inició un esfuerzo de búsqueda y rescate.
Se enviaron equipos de búsqueda desde los pisos inferiores y registraron el piso 30, pero no encontraron a los bomberos desaparecidos. Luego, los equipos se trasladaron a los niveles superiores donde un equipo se perdió en el piso 38 y se quedó sin aire en su equipo de respiración autónoma. Ese equipo fue rescatado por un equipo de búsqueda que había sido colocado en el techo por un helicóptero. Los intentos de rescate continuaron hasta que las operaciones de helicópteros se suspendieron debido al humo denso y las corrientes térmicas causadas por el incendio.
Usando un reflector, la tripulación del helicóptero registró el exterior del edificio ya la 1:17 a. m. del 23 de febrero, el helicóptero vio una ventana rota en el piso 28 ubicada en un área que no se podía ver desde la calle. Aproximadamente a las 2:15 a. m., un equipo de rescate fue enviado al lugar y encontró a los tres bomberos desaparecidos inconscientes y sin aire en sus SCBA. Los bomberos fueron llevados a un triaje médico instalado en el piso 20. Hubo intentos de reanimación, pero no tuvieron éxito y los bomberos fueron declarados muertos.

### El fin del fuego
Cuando el fuego entraba en su sexta hora, se había extendido hasta el piso 26. Con una presión de agua inadecuada proveniente de los tubos verticales, los bomberos estiraron mangueras por las escaleras del edificio para ayudar a combatir el incendio. Mientras se llevaban las mangueras al fuego, llegó un técnico de rociadores para arreglar la presión del agua. Esto mejoró los chorros de las mangueras, pero el fuego había envuelto varios pisos y no pudo ser contenido con solo mangueras. A las 7:00 a. m., casi once horas después del incendio, los bomberos pudieron controlar el fuego en los pisos 22 al 24, pero el fuego aún estaba fuera de control en los pisos 25 y 26 y se estaba extendiendo hacia arriba. El daño estructural observado dentro del edificio por los bomberos y las consultas con un ingeniero estructural llevaron a temores de que los pisos dañados pudieran colapsar. A las 7:00 a. m., el comisionado de bomberos Roger Ulshafer emitió una orden para evacuar el edificio, y el edificio fue completamente evacuado a las 7:30 a. m. Después de la evacuación, los únicos esfuerzos de extinción de incendios que quedaron fueron las corrientes de agua que se dirigían al edificio desde el edificio vecino Girard Trust Building y One Center Square.
La propagación del fuego solo se detuvo cuando alcanzó el piso 30, que fue el primer piso afectado por el fuego en tener rociadores automáticos. Diez rociadores extinguieron el fuego en el piso 30 y evitaron que continuara la propagación. Contenido por los rociadores automáticos y quedándose sin combustible, el incendio se declaró bajo control a las 3:01 PM. El incendio duró más de diecinueve horas, destruyó ocho pisos, mató a tres bomberos e hirió a veinticuatro. Se llamaron doce alarmas, que trajeron a cincuenta y una compañías de motores, quince compañías de escaleras, once unidades especializadas y más de trescientos bomberos. El incendio provocó pérdidas directas de propiedad por un valor estimado de 100 millones de dólares.

## Después del fuego
Para el 26 de febrero, los funcionarios de la ciudad habían determinado que One Meridian Plaza no corría peligro de colapsar. Hubo daños estructurales en las vigas de acero horizontales y las secciones del piso en la mayoría de los pisos dañados por el fuego. Bajo una exposición extrema al fuego, las vigas y las vigas se combaron y se retorcieron y aparecieron grietas en los pisos de concreto. Sin embargo, la estructura general era estable y capaz de soportar el peso del edificio. La expansión térmica del marco de acero hizo que algunos de los paneles de granito se desprendieran de la fachada del edificio. Las calles y edificios alrededor de One Meridian Plaza fueron cerrados y acordonados.  El edificio Morris de 20 pisos y varias tiendas de tres pisos detrás de One Meridian Plaza en Chestnut Street fueron dañados por la caída de escombros y permanecieron sin usar durante años hasta que fueron demolidos en 2000. El vecino Girard Trust, entonces llamado Two Mellon Plaza, experimentó grandes daños por agua que obligaron al cierre del edificio. Un banco en el edificio volvió a abrir un mes después, pero el resto de la torre permaneció vacante durante años. Las vías alrededor del edificio estuvieron cerradas durante meses, incluida una parte de dos de las calles principales de Filadelfia, Broad y Market.
La remoción del inhabitable One Meridian Plaza del mercado inmobiliario y la repentina reubicación de los inquilinos del edificio a otras oficinas en Filadelfia tomó 140 000 m² de inmuebles fuera del mercado. La tasa de vacantes de oficinas de la ciudad era del 14,3 por ciento a fines de 1990; en los dos meses posteriores al incendio, la tasa de desocupación bajó al 10,7 por ciento. El 18 de diciembre, el alcalde Wilson Goode firmó una ley que requiere que cada edificio no residencial de 23 m de alto o más alto tener rociadores instalados en 1997. Se estima que trescientos edificios de la ciudad se vieron afectados por la ley.

### Vacante "monstruosidad"
En los años posteriores al incendio, One Meridian Plaza estaba vacío en medio de Filadelfia. Su destino era incierto mientras los propietarios y su la aseguradora, Aetna, se preparaban para un litigio sobre las reparaciones. E/R Partners propuso deconstruir el edificio hasta el piso 19 y luego reconstruirlo desde allí. Aetna afirmó que las vigas por encima del nivel 19 podrían repararse y usarse, recortando 115 millones de dólares en costos de reparación de la estimación de 250 millones del propietario. Aetna también propuso hacerse cargo de la reconstrucción. E/R Partners gastó 50 millones de dólares en asegurar One Meridian Plaza y hasta 500 000 dólares  al mes en guardias de seguridad, servicios públicos e inspecciones de ingenieros mientras el edificio estaba vacío.
Las demandas en nombre de 16 personas y empresas que reclaman pérdidas como resultado del incendio se presentaron poco después del incendio, en 1991. En febrero de 1995, se alcanzó un acuerdo de 15 millones de dólares para reembolsar a los trabajadores y negocios afectados por el incendio. Si bien no admite ninguna responsabilidad, los 15 millones de dólares menos los honorarios legales fueron pagados por E/R Partners y estaban destinados a pérdidas no aseguradas para empresas y trabajadores en One Meridian y los edificios dañados circundantes.
La torre vacía y quemada fue declarada "la monstruosidad del año" y una vergüenza para la ciudad por The Philadelphia Inquirer en 1994; el editorial dijo que la sensación se intensificó después de que se pudiera ver One Meridian Plaza de fondo en la película Filadelfia.
El incendio dejó la zona como un vacío comercial; la mayoría de las tiendas importantes cerraron y el valor de las propiedades cayó. Los propietarios vecinos, como de los edificios dañados detrás de One Meridian Plaza, estaban esperando una decisión sobre el futuro del edificio antes de seguir adelante con sus propios planes de desarrollo. En 1996, la ciudad de Filadelfia demandó a E/R Partners, afirmando que One Meridian Plaza era un peligro ambiental y debería ser demolido o reparado.

### Demolición
En marzo de 1997, E/R Partners llegó a un acuerdo con Aetna y recibió alrededor de 300 millones. Una vez que se resolvieron los problemas legales, E/R Partners anunció que el edificio sería desmantelado. Con el anuncio de la demolición, la ciudad retiró su demanda contra los propietarios. Incapaz de derrumbar el edificio debido a la densidad de edificios del área, E/R Partners inició un proceso de dieciocho meses y 23 millones de dólares para desmantelarlo.  Al principio del proceso, que comenzó en 1998, los propietarios esperaban que alguien comprara la propiedad tal cual o con la parte dañada de la estructura removida, pero esa esperanza pronto se abandonó.  El proceso finalizó en 1999.  En el momento de la demolición, era el tercer edificio habitable más alto jamás demolido y actualmente es el séptimo, después de las torres gemelas del World Trade Center, el Singer Building y el original Seven World Trade Center en Nueva York, el Morrison Hotel en Chicago y el 130 Liberty Street en Nueva York.

## Reemplazo
El sitio de One Meridian Plaza fue comprado por Arden Group en 2000. El sitio se convirtió en un estacionamiento ya que la construcción de un nuevo edificio se detuvo en una disputa de zonificación con el sitio vecino, 1441 Chestnut Street. 1441 Chestnut Street era el sitio del edificio Morris y otros edificios más pequeños que se encontraban detrás de One Meridian Plaza. 
La disputa entre el CEO de Arden Group, Craig Spencer, y el desarrollador de 1441 Chestnut, Tim Mahoney, comenzó en 2003. Spencer y Mahoney resolvieron su disputa en marzo de 2006 y la construcción del reemplazo de 48 pisos de One Meridian, las Residences at the Ritz-Carlton comenzó en mayo. The Residences at The Ritz-Carlton se inauguró en enero de 2009.
Un monumento fue inaugurado el 21 de octubre de 2009 en el rascacielos en honor a los tres bomberos que murieron en el incendio. El monumento presenta tres cascos de bombero de bronce sobre una base de mármol con los nombres de los bomberos. Se encuentra en un área vacía entre el edificio de condominios y el hotel adyacente a lo largo del lado sur de South Penn Square, frente a la esquina suroeste de Dilworth Park.